# Home Alone 2: Lost in New York (jeu vidéo)
Home Alone 2: Lost in New York est un jeu vidéo de plates-formes sorti en 1992 sur Game Boy, Nintendo Entertainment System, Super Nintendo, Mega Drive et DOS. Le jeu a été développé par Imagineering Inc. et édité par THQ. Il est basé sur le film Maman, j'ai encore raté l'avion ! et fait suite à Home Alone. Le jeu a été dédié à Tom D. Heidt, un programmeur mort peu avant sa sortie.